# TRAPPIST-1f
TRAPPIST-1f, também designado como 2MASS J23062928-0502285 f, é um exoplaneta, provavelmente rochoso orbitando dentro da zona habitável em torno da estrela anã ultrafria  TRAPPIST-1 a 39 anos-luz (12 parsecs) de distância da Terra, na constelação de Aquarius. O exoplaneta foi encontrado usando-se o método de trânsito.
Ele foi um dos quatro novos exoplanetas descobertos orbitando a estrela usando dados do Telescópio Espacial Spitzer.

## Características

### Massa, raio e temperatura
TRAPPIST-1f é um exoplaneta do tamanho da Terra, o que significa que tem uma massa e o raio perto da Terra. Ele tem uma temperatura de equilíbrio de 219 K (-54 °C; -65 °F), o que aumenta acima de 1,400 K (1,130 °C; 2,060 °F) se o aquecimento da sua provável densa atmosfera ser levado em conta. Ele tem um raio de 0.68 ± 0.18 Predefinição:Earth radius e uma massa de 0,68 ± 0.18 Predefinição:Earth mass, dando-lhe uma densidade de 3.3 ± 0.9 g/cm. Estes valores sugerem que a gravidade superficial seja cerca de 6.1 m/s  (62% do valor da Terra).

### Estrela
O planeta orbita em torno de uma estrela anã ultrafria (Tipo M) chamada TRAPPIST-1. A estrela tem uma massa de 0,08 Predefinição:Solar mass e um raio de 0,11 Predefinição:Solar radius. Tem uma temperatura de 2550 K e pelo menos 500 milhões de anos de idade. Em comparação, o Sol tem 4,6 bilhões de anos de idade e tem uma temperatura de 5778 K. A estrela é rica em metais, com uma metalicidade ([Fe/H]) de 0,04, ou 109% da energia solar. Isto é particularmente estranho, como tal, de estrelas de baixa massa, perto da fronteira entre anãs marrons e estrelas de fusão de hidrogênio são esperadas para terem consideravelmente menos teor de metais do que o Sol. Sua luminosidade (L☉Predefinição:Solar luminosity) é de 0,05% do que a do Sol.
A magnitude aparente da estrela, ou o quão brilhante ele aparece da perspectiva da Terra, é 18.8. Portanto, é fraca demais para ser visto a olho nu.

### Órbita
TRAPPIST-1f orbita sua estrela hospedeira com um período orbital de cerca de 9,206 dias e um raio orbital de cerca de 0,037 vezes o da Terra (em comparação com a distância de Mercúrio ao Sol, que é de cerca de 0,38 UA).[carece de fontes?]

## Habitabilidade

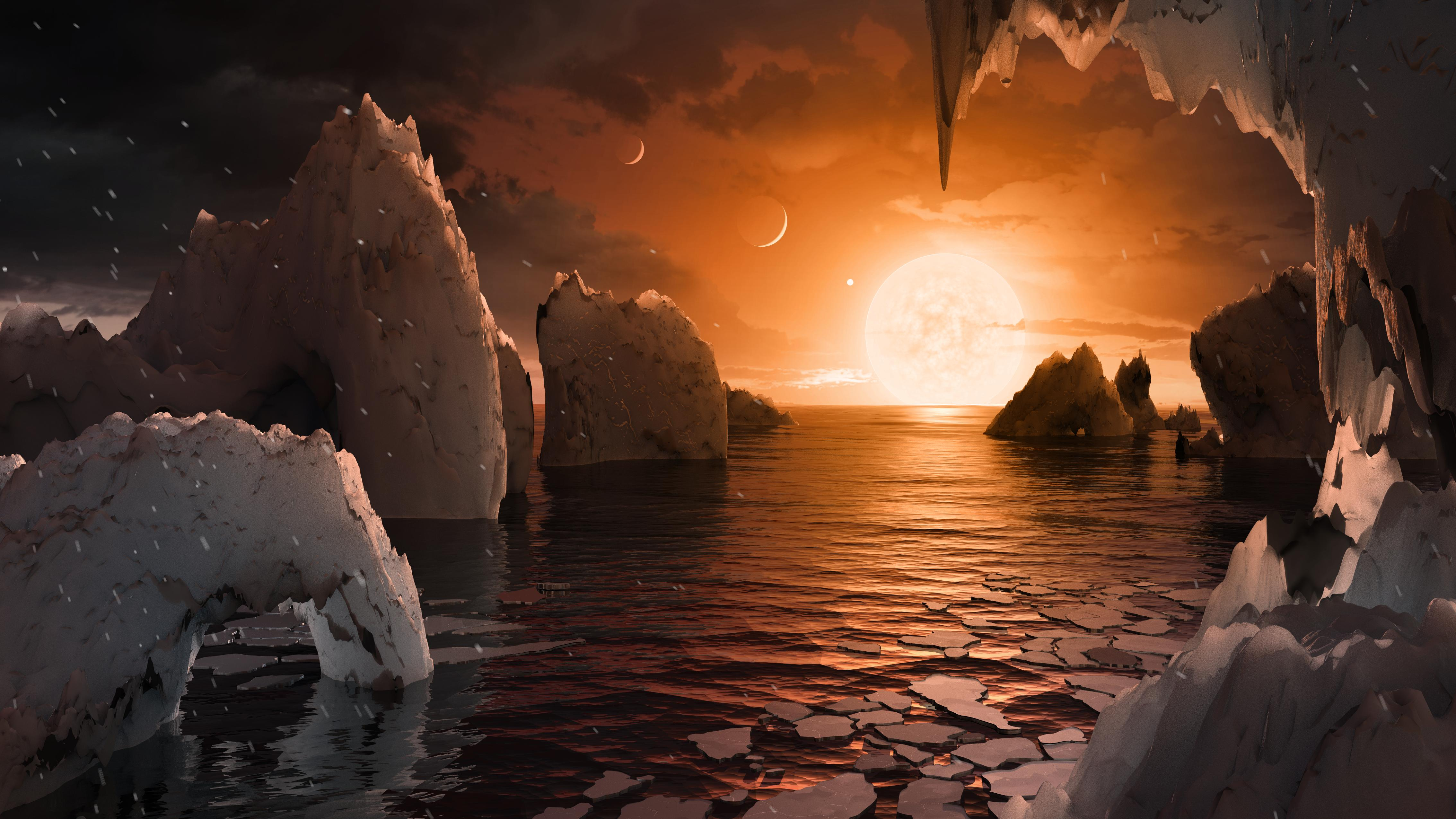
Impressão artística da superfície da TRAPPiST-1f, representando um oceano de água líquida em sua superfície. A estrela mãe e os planetas vizinhos também são ilustrados.

TRAPPIST-1f tem um raio parecido com o da Terra, em torno de 1.045 Predefinição:Earth radius, mas apenas cerca de dois terços da massa da Terra, em torno de 0,68 Predefinição:Earth mass. Assim, considera-se pouco provável que seja um planeta totalmente rochoso, e extremamente improvável que seja parecido com a Terra, que é rochosa, com um grande núcleo de ferro, mas sem uma atmosfera espessa de hidrogênio-hélio que envolve o planeta. Simulações sugerem fortemente o planeta é de composto de aproximadamente 20% de água.
A sua estrela-mãe é uma anã vermelha ultrafria, com apenas cerca de 8% da massa do Sol (próximo da fronteira entre anãs marrons e estrelas de fusão de hidrogênio). Como resultado, estrelas como TRAPPIST-1 têm a capacidade de viver até 4-5 trilhões de anos, 400-500 vezes mais do que o Sol vai viver. Devido a esta capacidade de viver por longos períodos de tempo, é provável TRAPPIST-1 será uma das últimas estrelas remanescentes, quando o Universo será muito mais antigo do que ele é agora, quando o gás necessário para formar novas estrelas vai ser esgotado, e os restantes começam a morrer.
O planeta tem uma rotação síncrona, com um hemisfério permanentemente voltado para a estrela, enquanto o lado oposto fica em noite eterna. No entanto, entre estas duas intensas áreas, haveria um lugar de habitabilidade – chamado de linha do terminador, onde as temperaturas podem ser adequadas (273 K ou 0 °C ou 32 °F) para a existência de água líquida.[carece de fontes?]
Além disso, uma parte muito maior do que o planeta pode ser habitável se ele suporta uma atmosfera espessa o suficiente para a transferência de calor para o lado virado para longe da estrela.[carece de fontes?]